# Condado de Clare (Irlanda)
El condado de Clare (en irlandés: An Clár) se encuentra en la provincia de Munster, en la República de Irlanda. Está situado en la costa occidental de la isla, frente al océano Atlántico, al noroeste del río Shannon.
Sitios de interés: acantilados de Moher (una hilera de acantilados de los más altos de Europa) The Burren (zona al oeste del condado que contiene restos paleolíticos).

## Ciudades y pueblos
- Ardnacrusha (1383)
- Ballynacally (638)
- Ballyvaughan (191)
- Bunratty (349)
- Clonlara (713)
- Cratloe (692)
- Corofin (776)
- Crusheen (543)
- Doonbeg (262)
- Ennis (25,276)
- Ennistymon (1045)
- Feakle (105)
- Inagh (210)
- Kildysart (386)
- Kilfenora (175)
- Kilkee (972)
- Kilkishen (561)
- Kildysart (386)
- Killaloe (1484)
- Kilmihill (434)
- Kilmaley (202)
- Kilmihil (434)
- Kilmurry McMahon (280)
- Kilrush (2719)
- Lahinch (638)
- Liscannor (113)
- Lisdoonvarna (829)
- Lissycasey (325)
- Milltown Malbay (829)
- Mountshannon (200)
- Newmarket-on-Fergus (1784)
- O'Briensbridge (396)
- Quilty (173)
- Quin (951)
- Ruan
- Scariff (770)
- Shannon Town (9729)
- Sixmilebridge (2625)
- Tulla (661)
- Whitegate (168)